# Женская сборная Уганды по волейболу
Женская национальная сборная Уганды по волейболу (англ. Uganda women's national volleyball team) — представляет Уганду на международных волейбольных соревнованиях. Управляющей организацией выступает Федерация волейбола Уганды (англ. Uganda volleyball federation — UVF).

## История
Федерация волейбола Уганды — член ФИВБ с 1982 года.
На международной арене женская волейбольная сборная Уганды дебютировала в феврале 1991 года на проходившем в столице Кении Найроби зональном отборочном турнире Всеафриканских игр. Кроме хозяек и угандийских волейболисток в нём приняли участие также сборные Эфиопии и Судана. Команда Уганды уступила своим соперникам во всех трёх проведённых матчах и на Игры квалифицироваться не смогла. В последующие годы сборная Уганды лишь эпизодически заявлялась для участия в официальных соревнованиях. Квалификацию Всеафриканских игр от своей зоны Африканской конфедерации волейбола, в которую в частности входят такие лидеры африканского женского волейбола как Кения и Египет, угандийская сборная преодолеть ни разу не сумела. В чемпионате Африки сборная Уганды принимала участие лишь однажды — в 2007 году, где потерпела 4 «сухих» поражения от команд Кении, Алжира, Камеруна и Сенегала и разделила последнее место с Руандой.
В апреле 2005 года сборная Уганды впервые приняла участие в отборочном турнире чемпионата мира. На прошедшем на Маврикии одном из групповых турниров угандийские волейболистки провели три матча и во всех проиграли с одинаковым счётом 0:3 командам Туниса, Камеруна и Маврикия. В 2013—2014 сборная Уганды вторично участвовала в отборе на мировое первенство. Африканская квалификация проходила по сложной трёхступенчатой формуле и на первых двух этапах угандийки 4 раза победили и трижды уступили, но смогли выйти в финальный этап, где одержали две победы (над Сейшелами 3:2 и Мозамбиком 3:0), но трижды были побеждены (Тунисом и Кенией по 0:3 и Сенегалом 1:3) и на сам чемпионат мира не попали.
В феврале в столице Камеруна Яунде проходил африканский олимпийский квалификационный турнир, где среди участников была и сборная Уганды. В своей предварительной группе угандийские волейболистки, дебютировавшие в олимпийском отборе, потерпели поражения во всех трёх сыгранных матчах (Египту и Алжиру проиграли по 0:3 и Ботсване — 2:3) и замкнули итоговую расстановку команд, заняв 7-е место.

## Результаты выступлений и составы

### Олимпийские игры
Сборная Уганды приняла участие только в одном олимпийском квалификационном турнире.
- 2016 — не квалифицировалась

### Чемпионаты мира
Сборная Уганды участвовала в трёх отборочных турнирах чемпионатов мира.
- 2006 — не квалифицировалась
- 2014 — не квалифицировалась
- 2018 — не квалифицировалась

- 2006 (квалификация): Лиллиан Окирор, Рэчел Ачиенг, Дороти Нампийма, Харриет Сали, Дороти Намусоке, Агата Балиддава, Эмма Арийо, Куллтун Накаманья, Просси Алобо, Милли Лакер, Морин Йериндабо, Бренда Наннунги. Тренер — Джозеф Опио Экодеу.

### Чемпионат Африки
Сборная Уганды участвовала только в двух чемпионатах Африки.
- 2007 — 9—10-е место
- 2023 — 8-е место

### Всеафриканские игры
| - 1978 — не участвовала - 1987 — не участвовала - 1991 — не квалифицировалась - 1995 — ? - 1999 — не участвовала - 2003 — не участвовала | - 2007 — не квалифицировалась - 2011 — не участвовала - 2015 — не квалифицировалась - 2019 — не квалифицировалась - 2024 — не участвовала |

- 2015 (квалификация): Фемия Авор, Джоан Наббуто, Астриб Агаба, Пис Бусингье, Жозефин Намманда, Флавия Нандавулала, Морин Мвамула, Зайна Кагоя, Аделла Асимире, Винни Накабуби, Глория Нантеге, Сайдат Ннунги, Маргарет Намьяло. Тренер — Барт Муртинг.
- 2019 (квалификация): Дорин Акитенг, Агнес Аканьо, Сайдат Ннунги, Хабиба Наммала, Сковия Алунгат, Флавия Нандавулала, Астрид Агаба, Грэйс Акирор, Шарон Амито, Юнис Амурон, Бетти Налуззе, Веролайн Аанью, Оливия Кавунане, Джоан Тушемерейрве. Тренер — Тони Лакони.

## Состав
Сборная Уганды в чемпионате Африки 2023.
| №  | Имя, фамилия              | Год рождения | Рост | Амплуа      |
| -- | ------------------------- | ------------ | ---- | ----------- |
| 1  | Маргрет Намьяло           | 1989         | 178  | либеро      |
| 2  | Джоан Тушемерейрве        | 1994         | 178  | нападающая  |
| 3  | Супернейчурал Мбакусимира | 1998         | 174  | центральная |
| 4  | Юнус Амурон               | 1993         | 161  | нападающая  |
| 5  | Морин Мвамула             | 1993         | 160  | нападающая  |
| 6  | Хабиба Намала             | 1996         | 166  | нападающая  |
| 7  | Сковия Алунгат            | 1996         | 179  | нападающая  |
| 8  | Флавия Умухоза            | 1998         | 157  | связующая   |
| 12 | Аума Науме                | 1997         | 154  | связующая   |
| 13 | Шоластика Акемо           | 1999         | 178  | центральная |
| 17 | Дженнифер Алунгат         | 2000         | 182  | центральная |
| 18 | Кэтрин Айнембабази        | 1999         | 163  | нападающая  |

- Главный тренер — Тонни Лакони.
- Тренер — Барт Мутинг.